# هوانغ تشان سونغ
هوانغ تشان سونغ (الاسم بالهانغولية :황찬성، الاسم بالهانجا: 黃燦盛، تاريخ الميلاد: فبراير 11، 1991) هو عضو في فرقة 2PM الكورية. وهو مغني كوري جنوبي، رابر، وممثل. تشان سونغ هو الأصغر سناً في الفرقة. وظهر تشانسونغ لأول مرة كممثل في دراما MBC الكوميدية "Unstoppable High Kick"، ثم بعدها شارك في الدراما اليابانية Kaito Royale.

## المرحلة المبكرة من حياته
ولد تشانسونغ في سيؤول، كوريا الجنوبية، وما زال مقيماً فيها. تشانسونغ تلقى تعليمه في المدرسة الثانوية للفنون، وجامعة هواون.
ولكنه لم يكن جيد في دراسته

## قبل الظهور
قبل أن يصبح تشانسونغ مغنياً في فرقة 2PM، كان ممثلاً تلفزيونياً أدى دوراً في دراما MBC الكورية "Unstoppable High Kick" عام 2006. وبعدها مثّل في دراما KBS2 "Jungle Fish" عام 2008. في نفس الوقت عام 2006، قدم تشانسونغ تجربة أداء لبرنامج "Superstar Survival" وتم اختياره حينها واحداً من الإثني عشر المتقدمين للتصفيات النهائية. (كان من ضمنهم زملاؤه في الفرقة الآن لي جونهو وتيكون).

## حياته الشخصية
تشانسونغ يبلغ 184سم طولاً، ووزنه 75 kg.
يتحدث الكورية بطلاقة، والأساسيات من اليابانية والصينية والإنجليزية.
تشانسونغ يجيد فنون الدفاع عن النفس؛ حيث حقق مستويات عالية في التايكوندو والكومدو.
هواياته هي الاستماع للموسيقى، ألعاب الفيديو وبناء الجسم.
تشانسونغ يعتنق الديانة البوذية.
وهو يحب الطعام كثيرا وبالذات الموز

### جوينغ جام
جيونقام، أو في بعض الأحيان «جيونقامي» هي القطة التي يملكها تشانسونغ. جيونقام أصبحت تقريباً مشهورة كشهرة تشانسونغ نفسه، حيث ظهرت في قناة 2PM على اليوتيوب، وفي عدة تغريدات وصور.

## فيلموغرافيا

### مسلسلات تلفزيونية
| عام  | اسم العمل                       | قناة البث/ شبكة       | الدور                                              | ملاحظات                 | Ref.        |
| ---- | ------------------------------- | --------------------- | -------------------------------------------------- | ----------------------- | ----------- |
| 2006 | Unstoppable High Kick           | ام بي سي              | هوانغ تشان سونغ                                    |                         |             |
| 2008 | Jungle Fish                     | كي بي اس 2            | بارك يونغ سام                                      |                         |             |
| 2011 | Dream High                      | كي بي اس 2            | فتى أوه سون الخيالي                                | كاميو (Ep. 12)          |             |
| 2011 | Kaito Royale                    | تي بي سي              | جاك                                                |                         |             |
| 2013 | 7th Grade Civil Servant         | ام بي سي              | غونغ دو ها                                         |                         |             |
| 2013 | Votre Noir                      | كي بي اس 2            | كيم هيون جو                                        |                         |             |
| 2015 | Dream Knight                    | نايفر TV كاست         | نفسه                                               | ظهور (Ep. 3)            |             |
| 2016 | My Horrible Boss                | جي تي بي سي           | نام بونغ جي                                        |                         |             |
| 2016 | Dr. Romantic                    | اس بي اس              | يونغ جيون                                          | ظهور خاص (Ep. 8, 11-12) |             |
| 2017 | Suspicious Partner              | اس بي اس              | جانغ هي-جون                                        | ظهور خاص                | [ 2 ]       |
| 2017 | Queen for Seven Days            | كي بي اس 2            | سيو نو                                             |                         | [ 3 ]       |
| 2018 | What's Wrong with Secretary Kim | تي في ان              | جو جواي نو                                         |                         | [ 4 ]       |
| 2018 | Secret Queen Makers             | نايفر TV كاست ويوتيوب | تشان سونغ                                          |                         |             |
| 2019 | Touch Your Heart                | تي في ان              | تشان سونغ                                          | كاميو (Ep. 3, 5)        | [ 5 ]       |
| 2020 | My Holo Love                    | نتفلكيس               | تشان سونغ                                          |                         |             |
| 2021 | Vincenzo                        | تي في ان              | أبطال دراما UCN "عصر الكلاب الضالة والكلاب البرية" | كاميو (Ep. 12)          | [ 6 ]       |
| 2021 | So I Married the Anti-fan       | نايفر TV              | جيجي                                               |                         | [ 7 ]       |
| 2021 | Show Window: Queen's House      | شانيل                 | هان جونغ وون                                       |                         | [ 8 ] [ 9 ] |

## روابط حارجية
- هوانغ تشان سونغ على موقع IMDb (الإنجليزية)
- هوانغ تشان سونغ على موقع ميوزك برينز (الإنجليزية)
- هوانغ تشان سونغ على موقع ديسكوغز (الإنجليزية)
- هوانغ تشان سونغ على موقع قاعدة بيانات الفيلم (الإنجليزية)